# 逮香蕉鱼的最佳日子
《逮香蕉鱼的最佳日子》（英語：A Perfect Day for Bananafish）是美国作家J.D·塞林格创作的短篇小说，1948年1月31日发表于《纽约客》杂志。该小说被收录在1949年出版的《纽约客短篇小说55篇》选集，以及塞林格1953年的短篇小说集《九故事》中。格拉斯家族成员在此篇小说中首次亮相。
1947年1月，时年28岁的塞林格首次以《香蕉鱼》为标题向《纽约客》杂志投稿此作品。故事初稿的写作风格引发了当时该杂志社编辑威廉·麦克斯韦的兴趣，但故事内容被认为难以理解。在麦克斯韦的要求下，塞林格重写了此作品。他添加了以西蒙·格拉斯的妻子穆里尔的电话为开篇，并构思了有关西蒙自杀缘由的线索。整个1947年，塞林格与编辑格斯·洛布拉诺（英語：Gus Lobrano）数次商讨修改此作品，故事标题被改为《逮香蕉鱼的好日子》（英語：A Fine Day for Bananafish）。故事最终在投稿一年后见刊，标题被定为《逮香蕉鱼的最佳日子》。
故事发表后，塞林格所作的努力立即就取得了回报。该作品受到普遍好评，塞林格的传记作者保罗·亚历山大（英語：Paul Alexander）表示这篇小说“永久改变了他在文学界的地位。”塞林格与《纽约客》杂志编辑威廉·麦克斯韦的合作标志着其职业生涯的巨大提升，从此他进入了该杂志的精英作家行列。这篇小说常同费兹杰拉德的短篇小说《五一节》一起比较。

## 情节
故事发生在位于佛罗里达州的一处度假海岸。故事开篇，一位富有且自恋的女性穆里尔·格拉斯接到了母亲的电话，她们一同议论穆里尔的丈夫西蒙·格拉斯。西蒙是二战退伍军人，最近正从军队医院返回家中。两人的之间对话似乎暗示西蒙正在接受精神评估。母亲对西蒙最近的古怪、孤立行为表达了担忧，并警告女儿西蒙可能会“失去对自己的控制”。不过穆里尔认为母亲过于大惊小怪，并表示丈夫的情况不至于无法控制。两个女人都未表现出对西蒙反常行为背后痛苦情绪的担忧。
与此同时，西蒙正在海滩上一个名为西比尔·卡彭特的孩子玩耍。西比尔的母亲放任自己的孩子在海滩活动，自己返回酒店与朋友喝酒。闲逛的西比尔遇上了躺在沙滩上的西蒙。两人交谈时，西比尔提到了另一个小女孩沙伦·利普舒兹，西蒙前一天晚上在酒店弹奏钢琴时让利普舒兹坐在他身边。为安抚西比尔，西蒙提出去“逮香蕉鱼”，但西比尔仍要求西蒙在她与沙伦之间做选择。西蒙表示西比尔有时会欺负酒店里的小狗，而沙伦就从不这么做，西比尔陷入了沉默。
西蒙带着西比尔坐橡皮气床出海，并一路讲述有关香蕉鱼的“非常悲惨的生活”。这些本来十分普通的鱼游进了一个满是香蕉的洞穴，因为吃了太多香蕉变得太胖，没法从洞中出来，最后死在洞里。西里尔对这个故事不以为然，在出海途中称自己看到了香蕉鱼，鱼嘴里还叼着六根香蕉。西蒙亲了亲西里尔的脚心，然后带她返回海滩。
两人在海滩分开后，西蒙独自返回酒店。他的愉悦逐渐褪去，并在电梯里和一位女士无理争吵，原因是他认为对方“鬼鬼祟祟的”在看他的脚。西蒙回到房间，妻子正在午睡。他取出手枪对准自己的右太阳穴扣动了扳机。

## 出版背景与写作风格
该故事曾因《纽约客》杂志社编辑威廉·麦克斯韦的要求而做了一些修改。塞林格的故事初稿只包含有西蒙与西里尔在沙滩，以及西蒙自杀的部分。麦克斯韦认为其缺少解释西蒙自杀原因的线索，因此塞林格添加了故事开篇穆里尔和其母亲的通话。因为这部作品的成功，塞林格与《纽约客》签订协议，允许该杂志有发表其作品的优先选择权。
多数评论认为，在塞林格的短篇小说集《九故事》中，首篇《逮香蕉鱼的最佳日子》并非独立，而是与后续的故事构成了一个渐进的整体。这些故事主题的变化显现出塞林格个人生活及宗教经验的发展。许多评论家在分析西蒙·格拉斯这一角色时，往往会考虑到塞林格本人在二战时的经历。塞林格的女儿玛格丽特·塞林格曾回忆其父亲在二战期间的故事，并认为这些经历与此作品中西蒙·格拉斯相关。作家罗恩·罗森鲍姆从玛格丽特的回忆中取得灵感，引出了塞林格在《九故事》中由凄苦到乐观，再到灵魂体验的写作风格变化观点。
塞林格曾受到海明威的写作风格的影响。海明威笔下的文字十分简练，以至于读者需要自行阐释并归纳故事角色所要表达的东西。塞林格许多作品中都有类似海明威风格的，极为模糊的对话描写。

## 分析
这篇小说的艺术成就很突出，像作者其他作品一样，含有一种可怕的幽默感。一些评论家注意到其中象征主义的使用。在小说的第一部分，塞林格用对话的形式写出了穆里尔和她母亲的肤浅。第二部分的开头写西比尔·卡彭特，一个穿着一套两件套的游泳衣的小姑娘，对母亲说“又看见更多玻璃”（see more glass，西摩·格拉斯的谐音）。她的母亲也与穆里尔的母亲类似，喜欢谈论衣服。西摩在沙滩上不想见人，他对西比尔的问题“那位女士在哪儿？”的回答显示他让她弄得很沮丧。西摩自杀的动机有多种解释，其中一种认为是他那“粗俗、毁灭性”的妻子和小西比尔的“纯洁”形成的对比导致的。其他的解释包括荒谬理论。

### 脚注
1. ↑  Salinger, J.D. . The New Yorker. 1948-01-31  [2023-01-07]. （原始内容存档于2023-06-06） （美国英语）.
2. ↑  Slawenski 2010，第158頁.
3. ↑  Slawenski 2010，第158-159頁.
4. 1 2 3  Slawenski 2010，第159頁.
5. 1 2  Alexander 1999，第124頁.
6. ↑  Slawenski 2010，第159,168頁.
7. ↑  Smith, Dominic. . The Antioch Review. 2003, 61 (4)  [2023-01-07]. ISSN 0003-5769. doi:10.2307/4614550. （原始内容存档于2023-01-07）.
8. ↑  Slawenski 2010，第160頁.
9. ↑  Slawenski 2010.
10. ↑  Shields, David; Salerno, Shane.  First Simon & Schuster hardcover. New York. 2013-09-03. ISBN 9781476744834. OCLC 827262667.
11. ↑  . American Masters. 2014-01-15  [2018-04-27]. （原始内容存档于2022-10-06） （美国英语）.
12. 1 2  Alsen, Eberhard. . Connecticut: Greenwood Press. 2002. ISBN 0-313-31078-5.
13. ↑  Cotter, James. . Papers on Language and Literature. Winter 1989, 25: 83–98 –EBSCOhost.
14. ↑  Ooms, Julie. . Christian Scholar's Review. 2016, 46: 46–63. ProQuest 1873850940.
15. ↑  Alsen, Eberhard. . CLA Journal. Spring 2002, 45 (3): 379–387. JSTOR 44325109.
16. ↑  Rosenbaum, Ron. . archive.nytimes.com. October 8, 2000  [2018-04-27]. （原始内容存档于2020-11-20）.
17. ↑  Alexander, Paul. . Los Angeles: Renaissance. 1999. ISBN 1-58063-080-4.
18. ↑  Bloom, Harold, ed., J. D. Salinger, Chelsea House, 2002, pp. 50-51.
19. ↑  Gwynn, Frederick L., and Joseph L. Blotner, "One Hand Clapping," in Salinger: A Critical and Personal Portrait, Harper & Row, 1962, p. 110.
20. ↑  Gwynn and Blotner, "Against the cult of the Child," in Salinger: A Critical and Personal Portrait, p. 241.